# Мули (коммуна)
Мули́ (фр. Moulis) — коммуна во Франции, находится в регионе Окситания. Департамент коммуны — Арьеж. Входит в состав кантона Сен-Жирон. Округ коммуны — Сен-Жирон.
Код INSEE коммуны — 09214.

## Население
Население коммуны на 2008 год составляло 793 человека.
| 1962 | 1968 | 1975 | 1982 | 1990 | 1999 | 2008 |
| ---- | ---- | ---- | ---- | ---- | ---- | ---- |
| 1010 | 1013 | 847  | 828  | 798  | 759  | 793  |

## Экономика
В 2007 году среди 482 человек в трудоспособном возрасте (15—64 лет) 352 были экономически активными, 130 — неактивными (показатель активности — 73,0 %, в 1999 году было 73,0 %). Из 352 активных работали 332 человека (180 мужчин и 152 женщины), безработных было 20 (10 мужчин и 10 женщин). Среди 130 неактивных 39 человек были учениками или студентами, 62 — пенсионерами, 29 были неактивными по другим причинам.